# Телеологический аргумент
Телеологи́ческий аргуме́нт (греч. teleo — оканчивать, доводить до совершенства, до конца; logos — слово, суждение, разум, смысл) — аргумент в пользу существования Бога или какого-либо другого разумного творящего существа, основывающийся на явлении существования сложности или осмысленности в природе, к примеру, на существовании таких сложных существ как человек.